# Supercoppa polacca 2021 (pallavolo maschile)
La Supercoppa polacca 2021, 10ª edizione della supercoppa nazionale di pallavolo maschile, si è svolta il 21 ottobre 2021: al torneo hanno partecipato due squadre di club polacche e la vittoria finale è andata per la prima volta allo Jastrzębski Węgiel.

## Regolamento
La formula ha previsto una gara unica.

## Squadre partecipanti
| Squadra            | Qualificazione                           |
| ------------------ | ---------------------------------------- |
| Jastrzębski Węgiel | Vincitrice Polska Liga Siatkówki 2020-21 |
| ZAKSA              | Vincitrice Coppa di Polonia 2020-21      |

## Torneo
| 21 ottobre 2021 Hala Globus, Lublino Durata: 1h:42 - Spettatori: 2 450 | Jastrzębski Węgiel | 3 - 0 | ZAKSA | 25-18, 25-22, 30-28 |